# Antoine Dauvergne
Antoine Dauvergne (Moulins, 3 ottobre 1713 – Lione, 11 febbraio 1797) è stato un compositore e violinista francese.

## Biografia
Fu direttore della Chambre du roi, dei Concert Spirituel dal 1762 al 1771, e dell'Opéra national de Paris tre volte tra il 1769 e il 1790. Contribuì, sia come interprete che compositore, alla musica classica alla corte di Versailles. È famoso soprattutto come compositore di Les troqueurs, un'opera che ha avuto una grande influenza sullo sviluppo dell'opera comica francese. Morì a 83 anni a Lione.
Oltre ad opere e balletti, Dauvergne compose diversi altri lavori come una sonata per violino (1739), trio sonata, mottetti, e quello che chiamò Concerts de Simphonies (1751).
Dauvergne è talvolta scritto D'Auvergne, ovvero "dell'Auvergne," l'area nel centro della Francia coperta dalla catena montuosa vulcanica Massiccio Centrale.

## Opere e balletti
- Les amours de Tempé, balletto eroico (1752, Paris)
- Les troqueurs, intermezzo (1753, Paris)
- La coquette trompée, comédie lyrique (1753, Fontainebleau)
- La sibylle, balletto (1753, Fontainebleu)
- Énée et Lavinie, tragedia lirica (1758, Paris)
- Les fêtes d'Euterpe, opéra-ballet (1758, Paris)
- Le rival favorable, preludio per Les fêtes d'Euterpe (1760, Paris)
- Canente, tragédie (1760, Paris)
- Hercule mourant, tragedia lirica (1761, Paris)
- Alphée et Aréthuse, balletto (1762, Paris)
- Polixène, tragedia lirica (1763, Paris)
- Le triomphe de flore, ou Le retour de printemps, balletto eroico (1765, Fontainebleau)
- La vénitienne, comédie-ballet (1768, Paris)
- La tour enchantée, ballet figuré (1770, Paris)
- Le prix de la valeur, balletto eroico (1771, Paris)
- La sicilien, ou L'amour peintre, comédie-ballet (1780, Versailles)
- La mort d'Orphée, tragedia (non rappresentata)
- Sémiramis, tragedia (non rappresentata)

## Discografia
- Musique à Versailles - Dauvergne: Concerts de Simphonies. Concerto Cologne. (Virgin Classics 2029-08-31 EMI 615422)